# Philippe Oriol
Pour les articles homonymes, voir Oriol.
Philippe Oriol est un historien français, spécialiste de l'affaire Dreyfus né en 1964.

## Biographie
Docteur ès lettres, Philippe Oriol a enseigné à l'université Paris III Sorbonne et anime aujourd'hui[Quand ?] un institut supérieur de communication qu'il a créé[réf. nécessaire] : le Cesacom.
Après avoir travaillé sur les mouvements décadents et symbolistes, sur l'anarchisme et l'engagement politique des écrivains et plus particulièrement sur Bernard Lazare, il se consacre essentiellement depuis plus de vingt-cinq ans à l'affaire Dreyfus. Il a ainsi publié en 1998 les Carnets de Dreyfus, une biographie de Bernard Lazare en 2003 et, en 2014, une Histoire de l'affaire Dreyfus de 1894 à nos jours parue aux Belles Lettres, où, selon la critique de l'historien Hervé Duchêne, il « se défie justement de tous ceux qui voudraient entretenir mystères et énigmes autour d'une condamnation injuste et d'une réhabilitation laborieuse. Comme il se refuse à opposer une victime, Alfred Dreyfus, et un héros, Georges Picquart. Inspirée par le combat de Bernard Lazare, cette histoire, qui refuse le roman-feuilleton et ne craint pas de rappeler la puissance de l'antisémitisme dans la société française de la IIIe République, s'attache à montrer que la vérité sur l'Affaire ne conduit pas à démonter le mécanisme d'une erreur judiciaire, mais à dénoncer un crime d'État. » Sa volonté, sur la base d'un travail de dépouillement systématique des archives et de la presse, est d'être au plus près de ce que fut l'événement et il fait partie des quelques spécialistes, avec Vincent Duclert, qui travaillent à replacer Alfred Dreyfus au centre de son affaire. C'est dans cette optique qu'il publie en 1998 ses Carnets et, en 2017, sa correspondance avec la marquise Arconati-Visconti.
En 2019, il publie Le Faux ami du capitaine Dreyfus. Picquart, l'Affaire et ses mythes, essai sur le lieutenant-colonel Picquart qui vise à montrer comment Picquart tarda à s'engager pour la réhabilitation de Dreyfus, ce que furent ses motivations, comment il empêcha finalement l'Affaire de se résoudre en ne permettant pas aux dreyfusards d'agir et ce que fut la mécanique de son héroïsation par les dreyfusards. Un essai qui ne vise pas à « déboulonner un héros » mais, selon Dominique Kalifa, à « considérer l’histoire de France pour ce qu’elle est, sans fausses illusions ni chevaliers blancs ».
Parallèlement, il travaille dans ce cadre, depuis le milieu des années 1990, à un monumental Dictionnaire biographique et géographique de l'affaire Dreyfus , projet d'un dictionnaire « ouvert » dont la mise en ligne a commencé en janvier 2020.
Philippe Oriol annonce la parution pour 2025 des œuvres complètes de Bernard Lazare aux éditions du Sandre ; d'une nouvelle édition, augmentée, de sa biographie de Bernard Lazare ; d'une édition, en collaboration avec Vincent Duclert, des œuvres complètes d'Alfred Dreyfus, et pour 2026, d'une édition des œuvres complètes de Félix Fénéon et d'une nouvelle biographie de l'inventeur du néo-impressionnisme.
Il est aussi, avec Catherine Coquio, Éric Cahm, Michel Drouin, Marc Knobel et Jean-Yves Mollier, fondateur de la société internationale d'histoire de l'affaire Dreyfus, présidée jusqu'à son décès par Marcel Thomas, et dont il anime les publications et rédige le blog. Il est ensuite commissaire scientifique du musée de la maison d'Émile Zola à Médan dont il a pris la direction à l'ouverture, en septembre 2021.

## Publications

### Ouvrages
- Le Faux ami du capitaine Dreyfus. Picquart, l'Affaire et ses mythes, Paris, Grasset, 2019.
- Jehan Rictus : la vraie vie du poète, Dijon, Éditions universitaires de Dijon, coll. « Écritures », 2015, 388 p.  (ISBN 978-2-36441-122-7), présentation en ligne.
- L'Histoire de l'affaire Dreyfus : de 1894 à nos jours, vol. 1 et 2, Paris, Les Belles Lettres, 2014, 1489 p. (ISBN 978-2-251-44467-3).
- La Feuille qui ne tremble pas. Zo d’Axa et l’anarchie, Flammarion, 2013 en collaboration avec Jean-Jacques Lefrère.
- L'Histoire de l'affaire Dreyfus. I. L'affaire du capitaine Dreyfus (1894-1897). Stock, 2008.
- Bernard Lazare. Stock, 2003.
- Bernard Lazare anarchiste et nationaliste juif, Librairie Honoré Champion, 1999
- J’Accuse ! Émile Zola et l’affaire Dreyfus, Librio, 1998.
- Sébastien Faure, Les Anarchistes et l’affaire Dreyfus, Éditions du Fourneau, collection noire, 1993. Éditions CNT, 2002.
- À propos de l’attentat Foyot, Éditions du Fourneau, collection noire, 1993.

### Édition
Philippe Oriol a établi les éditions suivantes :
- Alfred Dreyfus, Lettres à la marquise, Grasset 2017.
- Mathieu Dreyfus, L'Affaire telle que je l'ai vécue, Grasset, Cahiers rouges, 2017.
- Bernard Lazare, La Question juive, Allia, 2012.
- Bernard Lazare, Les Porteurs de Torches, L’Ariste, 2003.
- Séverine, « Impressions d’audiences », dans Karl Zieger (dir.), Émile Zola, « J’Accuse… ! » Réactions nationales et internationales, Presses Universitaires de Valenciennes, Recherches Valenciennoises 2, 2000.
- Bernard Lazare, Le Fumier de Job suivi des Deux étoiles d’Israël, Librairie Honoré Champion, 1998.
- Alfred Dreyfus, Carnets. 1899-1907 (Après le procès de Rennes), Calmann-Lévy, 1998. Préface de Jean-Denis Bredin.
- J'Accuse...! Émile Zola et l'affaire Dreyfus, Librio, 1998.
- Le Journal inédit de Louis-Pilate de Brinn’Gaubast, Horay, 1997 (en collaboration avec Jean-Jacques Lefrère).
- Bernard Lazare, Lettres à Jean Grave, Éditions du Fourneau, collection noire, 1994.
- Bernard Lazare, Une erreur judiciaire. La Vérité sur l’affaire Dreyfus, Éditions Allia, 1993.
- Alfred Vallette, Lettres à André-Ferdinand Herold, Éditions du Fourneau, 1993 (en collaboration avec Claire Lesage et Christian Soulignac).
- Éphraïm Mikhaël, Lettres à Bernard Lazare, Éditions À l’Écart, 1992.
- Bernard Lazare, Juifs et Antisémites, Éditions Allia, 1992.
- Éphraïm Mikhaël, Tristesse de septembre, Joseph Gibert, 1991.